# Leoncio Sáenz
Gumertildo Leoncio Sáenz (Valle de Pacsila, Matagalpa, 13 de enero de 1935 - Matagalpa, 8 de julio de 2008) más conocido como Leoncio Sáenz fue un destacado pintor, dibujante y muralista nicaragüense a menudo llamado el "Padre del dibujo" de Nicaragua.

## Biografía
Nació en el Valle de Pacsila, Matagalpa, el 13 de enero de 1935, siendo sus padres Víctor Manuel Sáenz y Leoncia Sáenz Picado. Creció en el seno de una familia muy religiosa que rezaba todos los días. "Pacsila" formada por los vocablos en idioma matagalpa, "Pac" - frijol y "Silac" - escaso, se traduce "escaso en frijol".
Según él contaba, descubrió su vocación artística cuando de pequeño veía las ilustraciones en los libros. 
En 1948, a sus 13 años, por sus habilidades artísticas llamó la atención de monseñor Octavio José Calderón y Padilla, entonces Obispo de la Diócesis de Matagalpa quien organizó sus estudios de secundaria mediante una beca en el Colegio Diocesano "San Luis Gonzaga" de la ciudad de Matagalpa.
Desde pequeño comenzó a hacer dibujos, tanto así que a los 17 años ganó el primer lugar del Premio Nacional de Pintura, y con ello una beca para estudiar artes plásticas en la Escuela de Bellas Artes de Nicaragua en Managua, dirigida por el maestro Rodrigo Peñalba. 
En 1954 se mudó a Managua, inició como pintor primitivista, pero luego desarrolló su propio estilo: mitos nicaragüenses precolombinos y coloniales que le dio prestigio internacional.
A comienzo de 1960, participó en muchas exposiciones internacionales y junto con Alejandro Arostegui, Leonel Vanegas "Tata", el guatemalteco César Izquierdo, Genaro Lugo, Luis Urbina, Arnoldo Guillén y Orlando Sobalvarro, fue miembro fundador del grupo "Praxis" paralelo al grupo literario "Ventana" que fundan Fernando Gordillo Cervantes y Sergio Ramírez.
En 1963 representó a Nicaragua junto con Armando Morales en la exposición de Madrid "Arte de España y América".
En los años 1970, Sáenz creó una serie de murales en edificios de toda la ciudad capital nicaragüense. Responsable de los murales más grandes de Nicaragua (de 30 metros de largo), dio vida al "Tiangue", o mercado indígena, en las paredes de un supermercado en la Plaza de España. Este es ampliamente considerado su mejor y más importante trabajo. Pintó ciento de cuadros al óleo y muchos murales en edificios, su estilo de pintura se reconoce al instante, por su originalidad.
Abarcó diversas temáticas, desde obras que representan las raíces de su gente, obras testimoniales de resistencia a la conquista española, hasta temas sociales, folclóricos y religiosos. 
Sáenz fue el ilustrador de las carátulas de los discos de los Salmos de Ernesto Cardenal, musicalizados e interpretados por William Agudelo.
También, fue fundador de la «Asociación Nicaragüense de Artistas Visuales», de la «Unión Nicaragüense de Artistas Plásticos Leonel Vanegas» (UNAP) y de la «Asociación Sandinista de Trabajadores de la Cultura» (ASTC).
"El Tigre de Pacsila", como le gustaba que le llamasen, y a menudo llamado el "Padre del dibujo" de Nicaragua, fue merecedor de varios premios en los que destaca la “Orden Rubén Darío” en 1988.
Fue director de la Escuela Nacional de Bellas Artes "Rodrigo Peñalba".
En 2007 fue nominado por la comisión nicaragüense de la UNESCO para el proyecto de declaratoria como Tesoro Humano Vivo.
Falleció en Matagalpa el 8 de julio de 2008.

## Valoración
Leoncio Sáenz por medio de su pintura logró rescatar símbolos de la cultura prehispánica y colonial creando con ello bellísimos murales donde refleja el mestizaje propio de América, con la finalidad de difundir las expresiones folclóricas de los pueblos nicaragüenses.
Recupero el arte indígena prehispánico de Nicaragua, es decir nuestra identidad autóctona, nuestro pasado indígena, en resumen es considerado como el mayor dibujante del país.
Rescató también la religiosidad popular de nuestra cultura mestiza, es decir lo indígena y el catolicismo colonial español. 
Fue el creador de una pintura que reúne leyendas del mundo prehispánico y colonial, de dibujos que relatan sus mitos e historias. 
Leoncio es una leyenda en el mundo de la plástica nicaragüense por su dibujo de líneas puras, expresivas y meditadas.
Leoncio introdujo en su pintura elementos de la cerámica indígena, nuestros jeroglíficos y pinturas rupestres precolombinas, le encantaba el arte precolombino maya, azteca, y el matagalpa de la comunidad indígena de Chagüitillo, y dicho con sus propias palabras "nuestras verdaderas raíces".
María Taba, crítica de arte argentina, cataloga su pintura como una de las "variables posibles entre el postcubismo y el pop" del arte de la América Latina.

## Premios
Su obra pictórica fue merecedora de premios y reconocimientos, tanto nacionales como internacionales, entre ellos:
- Premio Nacional de Pintura (1953).
- Premio en Pintura en el Certamen Nacional de Artes Plásticas (1981).
- Premio en el Certamen Nacional de Artes Plásticas "Luchemos por la Paz y la Soberanía" (1983).
- Premio de Pintura en el Simposio de Pintura en Bojentsi, Gabrovo, Bulgaria (1988).

## Reconocimientos
- Orden de la Independencia Cultural Rubén Darío (1988).
- Ciudadano del Siglo por Fundemos y el Instituto Cultural Rubén Darío (2000).
- Teatro Municipal "Leoncio Sáenz" en la ciudad de Matagalpa (2021).
- Premio de Pintura "Leoncio Sáenz" impulsado por el Banco Central de Nicaragua (2010).
- Escuela de Arte "Leoncio Sáenz" de la colina 110 en Managua.
- Mural "Tributo al Mst. Leoncio Sáenz" en Diriamba (2016).
- Festival de Juegos Campesinos "Leoncio Sáenz" (2022).